# In Holland staat een huis (kinderlied)
In Holland staat een huis is een traditioneel Nederlands kinderliedje. Het is een danslied (kringdans).

## Oudste vindplaatsen van het lied
De oudste bron met dit liedje in de Nederlandse Liederenbank van het Meertens Instituut is de handschriftencollectie van het Bureau van het Nederlandse Volkseigen, die is verzameld rond 1850. De incipit luidt daar: 'Op Holland staat een huis / Op Holland staat een huis'.
De oudste liedboekjes die dit lied hebben opgenomen zijn Chants Populaires flamands, samengesteld door A. Lootens en J.M.E. Feys (1879), In doaze fol alde snypsnaren, W. Dykstra en T.G. van der Meulen, (1882) en Nederlandsche baker- en kinderrijmen, verzameld door J. van Vloten (4e druk, 1894).

### Ouderdom van het lied
Dat de oudste vindplaatsen teruggaan in de negentiende eeuw, wil niet zeggen dat het liedje uit deze periode stamt. Sinds halverwege de negentiende eeuw werden er, onder invloed van de Romantiek, veel volksliedjes verzameld en uitgegeven. Het liedje kan echter ouder zijn en in de mondelinge overlevering lange tijd zijn doorgegeven, voordat het voor het eerst werd opgetekend.

## Tekst van het lied
Volksliedjes kennen, door hun mondelijke overlevering, vaak vele (regionale en/of tijdgebonden) varianten in zowel tekst als melodie. De eerste twee coupletten van het lied luiden gewoonlijk als volgt:
In Holland staat een huis
In Holland staat een huis
In Holland staat een huis, ja, ja
Van je singela singela hopsasa
In Holland staat een huis
In Holland staat een huis
In dat huis daar woont een heer
In dat huis daar woont een heer
In dat huis daar woont een heer, ja, ja
Van je singela singela hopsasa
In dat huis daar woont een heer
In dat huis daar woont een heer
Vervolgens kiest de heer een vrouw, de vrouw kiest een kind, het kinde kiest een pop of een hond, enzovoort. Afhankelijk van de groepsgrootte, het aantal kinderen in de kring, kan het lied worden uitgebreid of ingekort. Daarna worden alle personages in omgekeerde volgorde uit het huis gejaagd ('En nu jagen we de hond uit huis', 'En nu jagen we het kind uit huis', enzovoort). Het huis wordt dan in brand gestoken en weer opgebouwd. Tot slot kan geëindigd worden met de beginsstrofe 'In Holland staat een huis'.
//

## Kringspel
De kinderen lopen hand in hand in een kring rond. Bij het tweede couplet, 'In dat huis daar woont een heer', stapt een van de kinderen in de kring. Tijdens het derde couplet kiest dit kind de 'vrouw'. Dit herhaalt zich. Afhankelijk van de groepsgrootte kan het aantal coupletten worden uitgebreid. De kring moet groot genoeg blijven om de gekozen kinderen te omvatten.
Tijdens de tweede helft van het liedje verlaten de kinderen in omgekeerde volgorde de kring en komen buiten de kring te staan (ze kunnen eventueel buiten de kring tegen de richting van de kring in rondlopen).
Tijdens het coupletje 'En nu steken ze het huis in brand' staan de kinderen stil en strijken denkbeeldige lucifers af en doen alsof ze iets in brand steken (de kinderen buiten de kring doen hieraan mee, zodat ze zich weer in de groep voegen). In het eropvolgende coupletje 'En nu bouwen we het huis weer op' beelden zij door het opeenstapelen van vuisten uit dat het huis weer wordt opgebouwd.
Tijdens het laatste couplet (gelijk aan de beginstrofe) lopen alle kinderen weer hand in hand rond in de kring.
Het kan tevens gebruikt worden om het spel opnieuw te beginnen, zodat kinderen die nog niet waren gekozen de gelegenheid krijgen om aan de beurt te komen.
Het kiezen en vervolgens in omgekeerde volgorde weer verliezen, kan symbolisch worden opgevat - voor het opbouwen van zekerheden in het leven, en het op latere leven weer verliezen van die zekerheden.

## Bewerking van het lied
In 1944 schreef de componist Hugo de Groot een 'Suite op een Hollandsch Volksliedje'. Dit stuk bestaat uit zeven variaties over "In Holland staat een huis", en is gemaakt voor blaaskwintet. De variaties zijn een stel vrolijke dansen: na een Introductie volgen een Siciliano, een Habanera, een Reel, Blues en een Tarantella.